# BC Lions

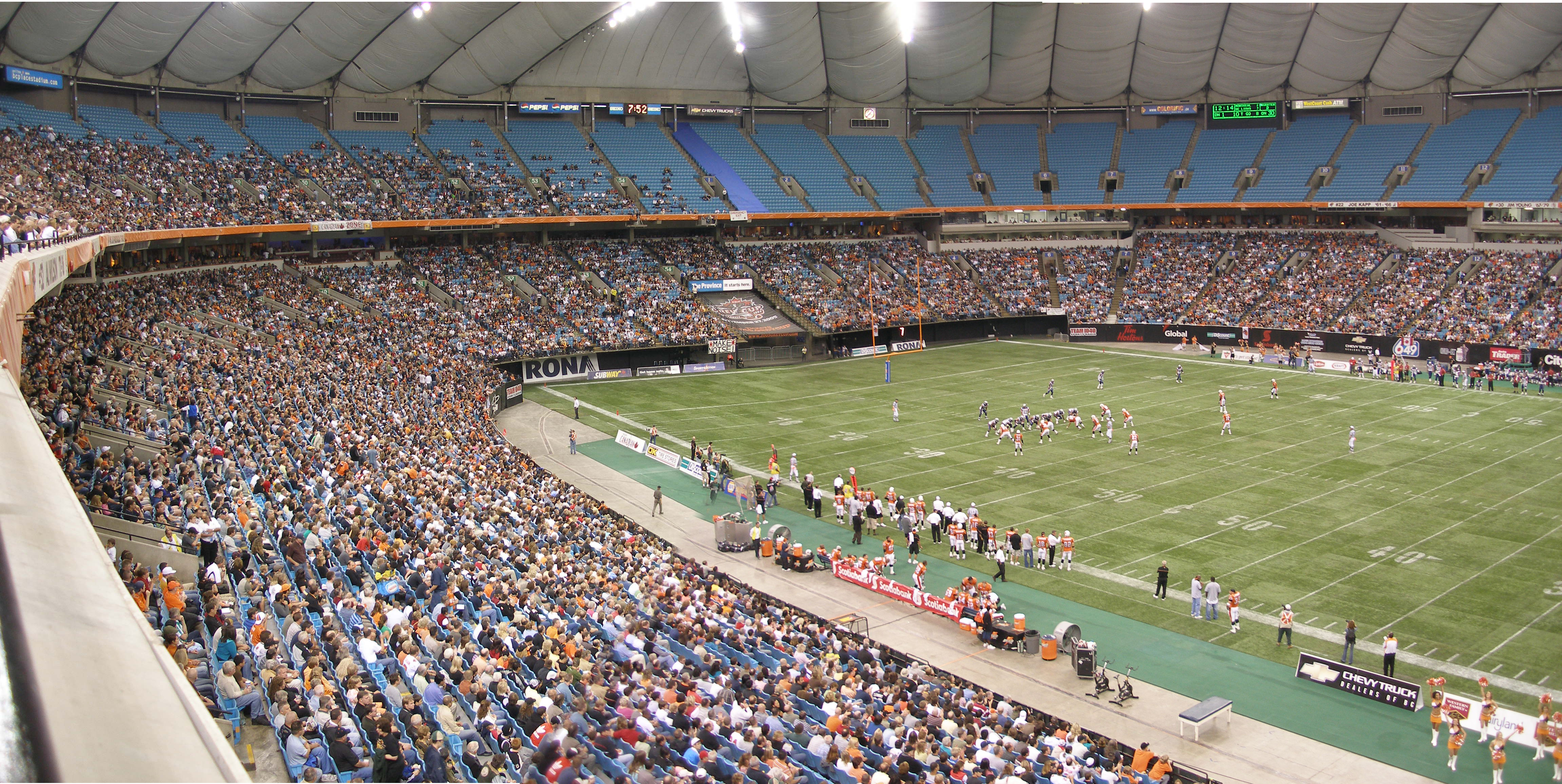
Die BC Lions im BC Place Stadium im Jahr 2005

Die BC Lions sind ein Canadian-Football-Team aus Vancouver in der kanadischen Provinz British Columbia. Der Club wurde 1954 gegründet und ist nach dem markanten Doppelgipfel The Lions benannt. Das Team spielt in der Canadian Football League in der West Division und trägt ihre Heimspiele im BC Place Stadium aus, das Platz für 54.320 Zuschauer bietet.

## Vereinsfarben
Die Vereinsfarben sind orange, schwarz und weiß. Sie finden sich auch im Helmdesign wieder. Das Helmdesign der BC Lions besteht aus einem weißen Hintergrund auf dem in schwarz „BC“ steht und sich der orangefarbener Kopf eines Berglöwen findet.

## Erfolge

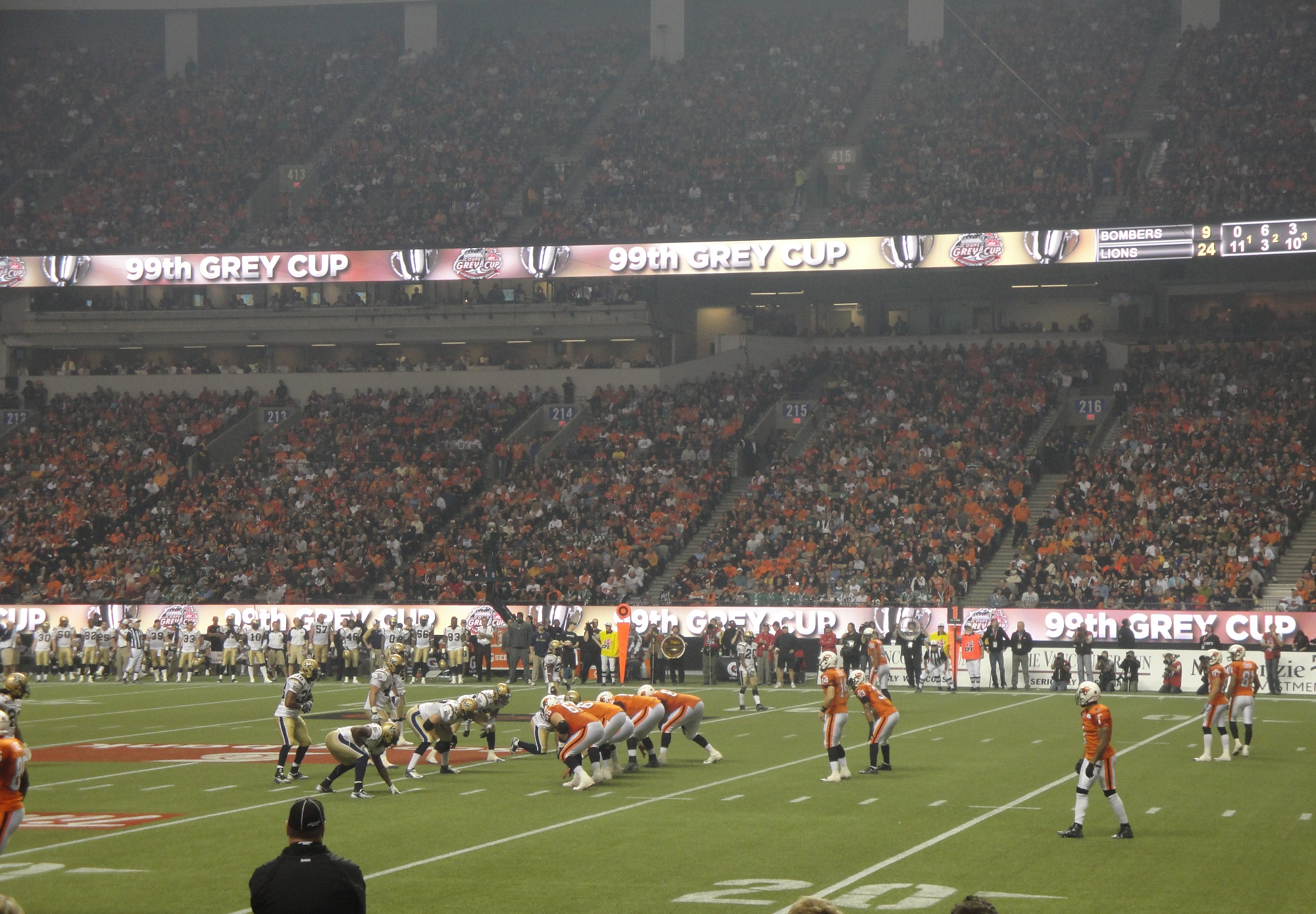
Die BC Lions gegen die Winnipeg Blue Bombers im 99. Grey Cup im BC Place Stadium im Jahr 2011

Die BC Lions konnten die Meisterschaft der Western Division insgesamt zehnmal für sich entscheiden und gewannen den Grey Cup, die Meisterschaft der CFL, sechsmal, das erste Mal im Jahr 1964 zuletzt 2011.

## Team

### Legende
| RB Runningback | G Guard              | LB Linebacker        | WR Wide Receiver  | SB Slotback     |
| QB Quarterback | T Tackle             | DT Defensive Tackle  | DB Defensive Back | K Kicker        |
| FB Fullback    | C Center             | DE Defensive End     | CB Cornerback     | P Punter        |
| TE Tight End   | OL Offensive Lineman | DL Defensive Linemen | S Safety          | LS Long Snapper |

## Gesperrte Trikotnummern
Die BC Lions vergeben insgesamt 11 Trikotnummern an keine weiteren Spieler mehr.
| Nr. | Spieler        | Position | Jahre im Franchise |
| --- | -------------- | -------- | ------------------ |
| 5   | Lui Passaglia  | K/P      | 1976–2000          |
| 15  | Willie Fleming | RB       | 1959–1966          |
| 22  | Joe Kapp       | QB       | 1961–1966          |
| 30  | Jim Young      | SB/WR    | 1967–1979          |
| 38  | Byron Bailey   | FB/DB    | 1954–1964          |
| 52  | Al Wilson      | C        | 1972–1986          |
| 60  | Jamie Taras    | FB/OL    | 1987–2002          |
| 64  | Angus Reid     | C        | 2001–2014          |
| 75  | Norm Fieldgate | LB       | 1954–1967          |
| 81  | Geroy Simon    | SB/WR    | 2001–2012          |
| 97  | Brent Johnson  | DE       | 2001–2011          |

## Titel
Grey Cup: 6 – (1964,1985,1994,2000,2006,2011)
Western-Division Championships: 10 – (1963,1964,1983,1985,1988,1994,2000,2004,2006,2011)
Western-Division (Regular Season): 13 – (1963,1964,1983,1984,1985,1987,1999,2004,2005,2006,2007,2011,2012)